# Jan Hus zu Konstanz
Jan Hus zu Konstanz, auch Hus vor dem Konzil oder Johannes Hus im Dominikanerkloster zu Konstanz im November 1414 seine Lehre verteidigend, ist ein Historiengemälde von Carl Friedrich Lessing aus dem Jahr 1842 und das zweite Motiv aus seinem Werkzyklus von „Husbildern“. Es zeigt den tschechischen Reformator Jan Hus bei einer Inquisition durch katholische Geistliche im Jahr 1414, am Rande des Konzils von Konstanz. In der Zeit des Vormärz wurde das Gemälde vor dem Hintergrund konfessioneller Spannungen in Deutschland häufig als eine Anklage des Künstlers gegen den Katholizismus verstanden und kontrovers diskutiert.

## Beschreibung und Bedeutung
Im Mittelpunkt einer Figurengruppe steht Jan Hus. Als Anhänger der Theologie des englischen Kirchenreformers John Wyclif gilt er als ein Kritiker der Amtskirche und deren Praktiken wie Ablasshandel und Simonie. Hier verteidigt er seine Lehre vor einem Gremium von hohen Klerikern in einem ersten inquisitorischen Verhör, das in einem Kloster am Rande des Konzils zu Konstanz stattfindet. Dorthin hatte ihm der deutsche König Sigismund freies Geleit gewährt, um ihm Gelegenheit zu geben, Vertretern der Kirche seine Standpunkte darzulegen und sich als Angeklagter vom Vorwurf der Häresie zu befreien. Auf diese königliche Zusicherung deutet eine Urkunde mit einem Reichsadler-Siegel hin, die einem der Geistlichen, der den Vorsitz führt, vorliegt.
Seinen Glauben beteuernd hat Hus die rechte Hand auf seine Brust gelegt, während seine Linke die geöffnete Bibel hält. Damit verweist der Maler auf die Bildungslehre des evangelischen Theologen Friedrich Schleiermacher, wonach die Heilige Schrift als göttliche Offenbarung die angeborene Religiosität im Innern eines Individuums in reiner Form zur Geltung bringt. Durch die Lichtführung des Künstlers ist das Antlitz des Protagonisten hell erleuchtet, was seiner Erscheinung die Anmutung einer Christus-Darstellung in tradierter Ikonografie verleiht und ihn so heroisiert. Sein ernster und konzentrierter Blick richtet sich auf einen der drei Kardinäle, die in ihren roten Roben den Heiligen Stuhl repräsentieren. Gekleidet in einem schwarzen Gewand mit braunem Pelzbesatz wirkt Hus’ Gestalt zwar würdevoll, doch schlicht, vergleicht man ihn mit der Erscheinung der geistlichen Würdenträger, insbesondere der Bischöfe, die mit kostbaren Mitren und luxuriösen Kirchengewändern aus Brokat in der ersten Reihe dem Geschehen gravitätisch sitzend beiwohnen. Wie die weiteren sitzenden oder stehenden Teilnehmer, die ausweislich ihrer Kleidungen Angehörige unterschiedlicher Stufen der klerikalen Hierarchie, darunter verschiedene Ordensleute, sowie weltliche Vertreter sind, folgen die Kirchenfürsten der sich ergebenden theologischen Disputation in einer Bandbreite von Körperhaltungen und Mimiken, die Nachdenklichkeit, Interesse, Spannung und Erstaunen, vor allem aber Selbstgewissheit, Unverständnis und Missbilligung ausdrücken.
Als Ort des Geschehens, der wie eine Guckkastenbühne arrangiert ist, hat der Künstler in historistischer Manier einen mittelalterlichen Saal der Romanik imaginiert, den er als den Schauplatz des Ereignisses im Dominikanerkloster auf der Dominikanerinsel vor Konstanz im Bodensee verortete. Ein einfacher Boden aus groben Natursteinplatten, eine massive Steinwand aus roh behauenen Steinblöcken, in die ein romanisches Portal eingelassen ist, ein Ornamentfries aus Stierköpfen und zwei monolithische Säulenschäfte, von denen einer auf einer Konsole die Figur eines greisen, mit Buch und Schwert attribuierten Märtyrers trägt, erzeugen romantischen Schauer und eine eher finstere Atmosphäre, möglicherweise als düstere Vorahnung auf den weiteren Verlauf der Ereignisse, die mit dem Feuertod des Protagonisten auf dem Scheiterhaufen enden.

## Entstehung, Rezeption und Provenienz

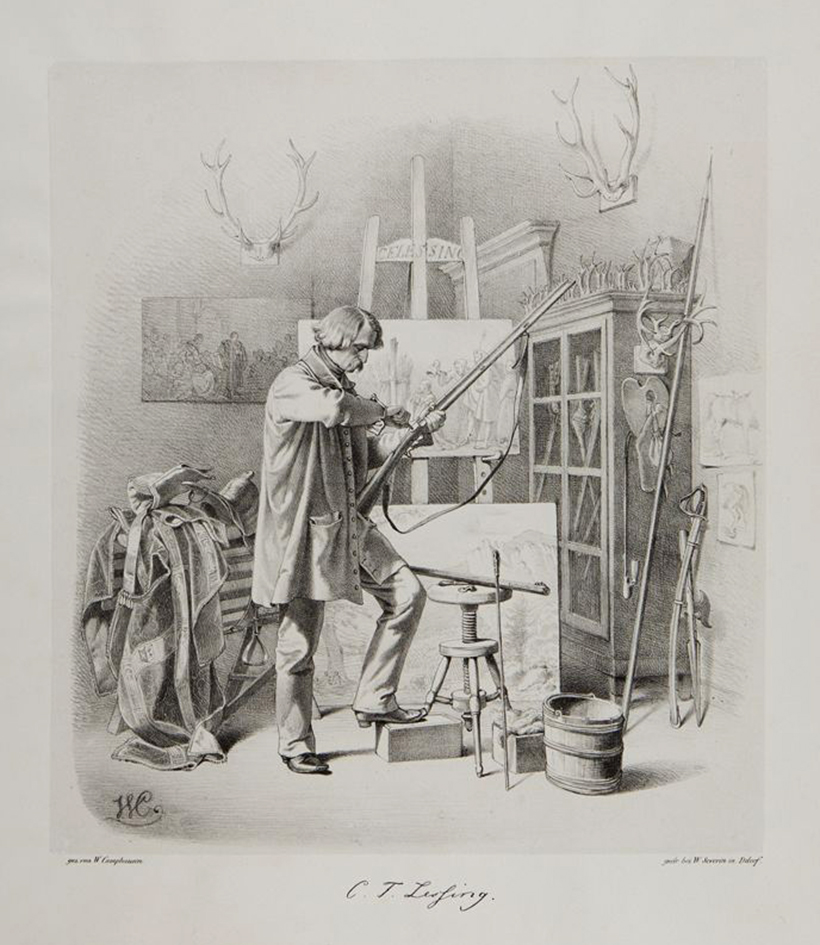
Wilhelm Camphausen: Lessing in seinem Atelier „Martyrium von Jan Hus“ malend, Illustration aus Schattenseiten der Düsseldorfer Maler, 1845

Die Fertigstellung und Bezeichnung des Bildes erfolgte nach eigenen Aufzeichnungen des Künstlers am 10. August 1842. Carl Friedrich Lessing, der seinerzeit den Ruf eines führenden Historien- und Landschaftsmalers der Düsseldorfer Malerschule erwarb, hatte sich auf Anregung seines Freundes, des Juristen und Kunstschriftstellers Friedrich von Uechtritz, bereits seit den frühen 1830er Jahren mit Hus, den Hussiten und den Hussitenkriegen befasst. Die Identität als protestantischer Christ mit partiell tschechischer Familienherkunft dürfte ihn über viele Jahre zur Beschäftigung mit diesem historischen Stoff angetrieben haben. Einen Stand historischer Betrachtungen aus der Schrift Geschichte der Deutschen von der Reformation bis zur Bundes-Acte von Karl Adolf Menzel vermittelte ihm Uechtritz im Winter 1832/1833.

Die Hussitenpredigt, 1836

1831 schuf er einen ersten Entwurf des Bildmotivs, der heute nicht mehr erhalten ist. Ein zweiter Entwurf entstand 1835, der in Mainz ausgestellt wurde. Nach Uechtritz regte sich schon an diesem Entwurf der später oft wiederholte Vorwurf, dass in dem Bild die Vertreter des Heiligen Stuhls absichtsvoll wenig einnehmend und daher tendenziös dargestellt worden seien.
In der Sammlung des Berliner Bankiers Joseph Fraenkel (1788–1857) sah der polnische Graf und preußische Standesherr Atanazy Raczyński diese Studie und ließ im Dezember 1835 über Uechtritz bei Lessing ein Interesse an dem Erwerb des Werks anmelden. Raczyński hielt den jungen Künstler und sein Motiv für so bedeutend, dass er das Bild in der Berliner Privatgalerie seines Wohnhauses Unter den Linden 21 als herausragendes Beispiel politisch wirksamer Kunstauffassung und Historienmalerei gegenüber der ebenfalls in Entstehung begriffenen Hunnenschlacht von Wilhelm Kaulbach platzieren wollte. Schon sieben Monate zuvor hatte die Verwaltung des Städelschen Kunstinstituts aus Frankfurt am Main ein Kaufinteresse bekundet. Im April 1839 entstand als Ölstudie ein dritter Entwurf.
In Anbetracht von Kritik und Kontroversen, die Lessing nach Fertigstellung seines ersten „Husbildes“, des Werks Die Hussitenpredigt (1836), und nach Vorstellung seines Gemäldes Die Gefangennahme des Papstes Paschalis II. durch Heinrich IV. im Jahr 1111 (1840), seinem Historienbild zum Investiturstreit, bereits erfahren hatte und mit dem neuen Motiv nun auf sich zukommen sah, artikulierte der Künstler in einem Brief vom 17. Dezember 1840 an seinen Dresdner Freund und Kollegen Julius Hübner einen gewissen Widerwillen gegen sein Vorhaben:

„Der Gegenstand ist mir zuwider u[nd] noch mehr die Auffassung, indem dieselbe durchaus aus dem Parteihaß hervorgegangen. Ich halte es für ein reelles Unglück in einer Zeit, die in religiöser Beziehung so aufgeregt ist, einen Feuerbrand mehr in die Welt zu schleudern. […] Oft dencke ich, wenn die geistreichen Köpfe eben so viel schrieben und malten, um die Gemüther zu vereinen, als sie thun, um sie zu entzweien, so würde alles in Frieden nebeneinander bestehen können.“

In einem Brief vom 1. Juli 1842 schrieb ihm sein Vater Carl Friedrich Lessing der Ältere:

„So sehr es mich freuen wird, Dein Concilium in Kostnitz [Konstanz], wenn es fertig ist, zu sehen, so mag ich es doch in meinem Leben nicht sehen, wenn Du es in der Idee des Protestantismus contra Katholismum gemalt hast. Ich muss Dich dann von ganzem Herzen bedauern und kann Dich für keinen Lessing halten, wenn Du Dich in solche albernen Religionsstreitigkeiten einläßt… .“

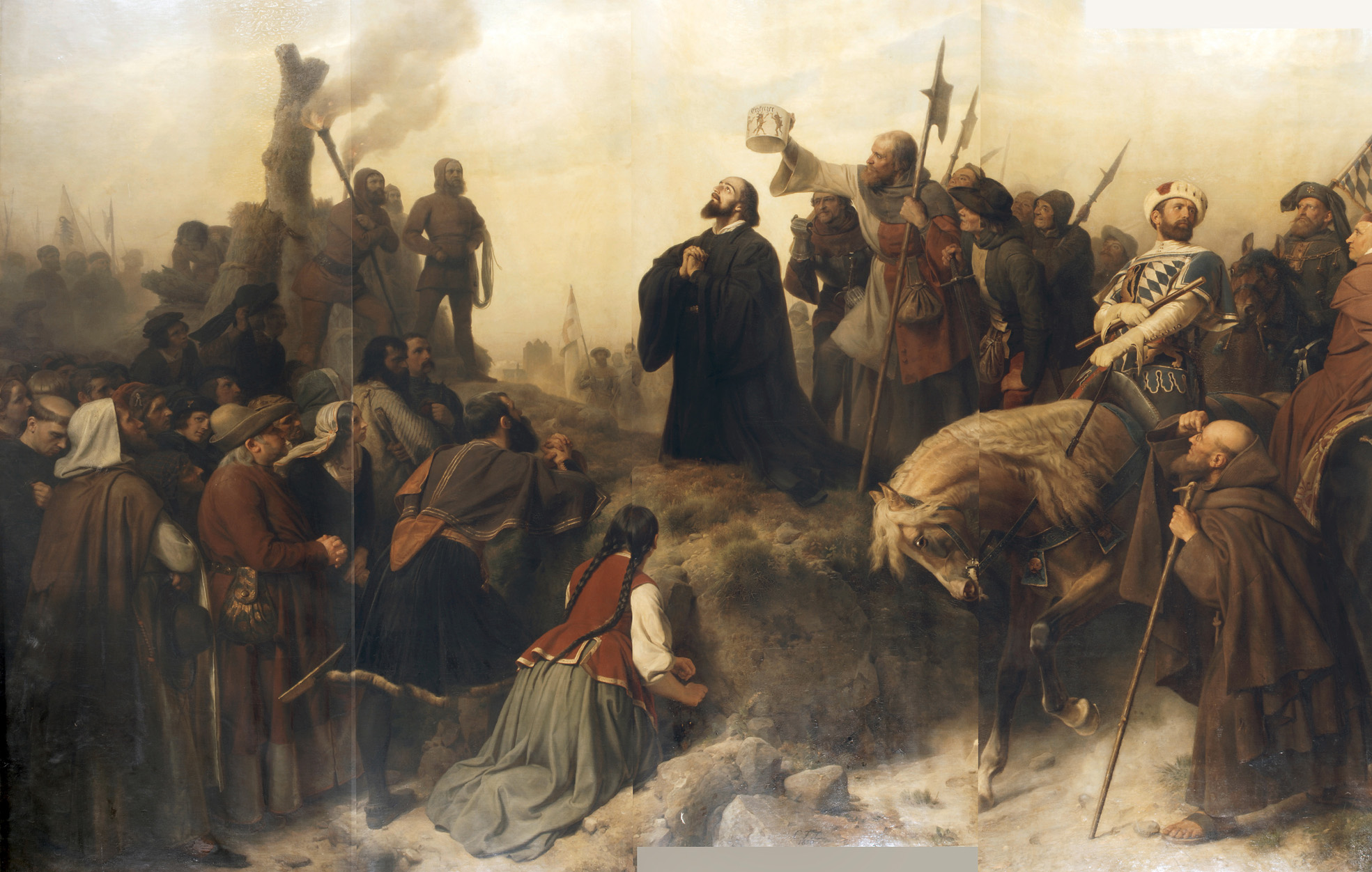
Jan Hus vor dem Scheiterhaufen, 1850

Nach einigem Hin und Her und trotz einiger Bedenken stellte Lessing das im März 1840 begonnene Werk bis zum 10. August 1842 in Düsseldorf fertig. Parallel begann er dort mit Studien eines dritten Motivs seines Hus-Zyklus, des Gemäldes Jan Hus vor dem Scheiterhaufen, an dem er noch bis 1850 arbeiten sollte.
Im Herbst 1842 ließ Lessing das vollendete Bild der Berliner Akademie-Ausstellung zeigen, wo es große Aufmerksamkeit erfuhr und für heftige Diskussionen sorgte. Die Kunstkritik nahm es zum Anlass, das Werk mit dort ebenfalls ausgestellten Gemälden der belgischen Historienmaler Louis Gallait und Edouard de Bièfve zu vergleichen, insbesondere mit Gallaits Gemälde Die Abdankung von Karl V. Dabei ergab sich ein kunsthistorischer Diskurs unter Kritikern wie Ernst Förster, Johann Gottlob von Quandt, Friedrich Theodor Vischer, Franz Kugler und Jacob Burckhardt über die Historienmalerei und ihre Rolle bei der Erfassung der „geschichtlichen Wirklichkeit“.
Ein scharfer Kritiker des Bildes war der katholische Theologe Bernhard Gustav Bayerle (1812–1880), ein 1836 geweihter Priester und Kaplan der Pfarre St. Lambertus in Düsseldorf. Aufgebracht von der in seinen Augen unrealistischen und unwürdigen Darstellung des Ereignisses, des Ortes und der Personen schrieb er für das Beiblatt der Düsseldorfer Zeitung eine umfangreiche Erwiderung, die sich ausführlich mit dem historischen Ereignis, mit dem Werk Lessings sowie einer das Bild lobenden Rezension aus Berlin auseinandersetzte und 1842 mit einigen Verbesserungen als Buch veröffentlicht wurde. Seine zahlreichen Vorwürfe gipfelten in der Kritik, Lessing habe aus den Kirchenmännern, die Hus vernommen haben, darunter Jean Gerson, einen der berühmtesten Theologen Frankreichs, „wahre Karrikaturen gemacht; entweder nichtssagende, dumm vor sich hinstarrende Gesichter, oder schadenfroh und höhnisch den Delinquenten fixierende Heuchler, oder wüste Schwelger und niedrige Schurken, fast lauter unwürdige, mitunter abstoßende und abscheuliche Charaktere!“
So hatte Lessings jüngstes Bild im Dezember 1842 schon große Publizität erlangt, dass ihn auch Anfragen aus Leipzig und Dresden sowie des preußischen Königshauses erreichten. Nachdem er über den Maler Hermann Stilke erfahren und von Raczyński selbst auch bestätigt bekommen hatte, dass dieser nicht mehr als 5.000 Reichstaler für das Gemälde zahlen wollte, verhandelte Lessing mit der Kommission des Städelschen Kunstinstituts, das am Ende 14.425,50 Gulden für das Werk zahlte (was 9.617 Reichstalern entsprach). Das Institut, das ihm vier Jahre später anbot, ihr Direktor zu werden, besitzt es noch heute. Unmittelbar nach Ankunft in Frankfurt am Main wurde es dort ausgestellt und von Hunderten besichtigt.
Nach dem Kunsthistoriker Friedrich von Boetticher entstand bis 1845 im Auftrag des Düsseldorfer Verlegers Julius Buddeus eine Kopie des Bildes durch Julius Schrader, die Lessing übermalte und die im Winter 1844/1845 vom Leipziger Kunstverein ausgestellt wurde. Danach entstanden dann eine Lithografie von Carl Wildt sowie Holzschnitte als Illustrationen zur Geschichte der Malerei (1866) von Adolph Görling (1820–1877) sowie als Blatt der Kunsthistorischen Bilderbogen (Nr. 272) von E. A. Seemann. 1851 tauchte im Österreichischen Kunstverein eine Replik auf, ebenso später in der Döblinger Sammlung von Rudolf von Arthaber. Letztere Arbeit, 1845 signiert, wurde im April 1868 von dem Düsseldorfer Galeristen Eduard Schulte erworben und gelangte 1869 von dort in den Besitz des US-amerikanischen Kunstsammlers Joseph Longworth nach Cincinnati. Eine bis 1849 entstanden Replik besitzt heute das Deutsche Historische Museum.
Wilhelm Schadow, Lessings langjähriger Tutor sowie Direktor der Kunstakademie Düsseldorf,  hatte das Bild noch kurz vor der Fertigstellung in Düsseldorf gesehen. Seit Lessings Hussitenpredigt von 1836 war die Beziehung zu seinem künstlerischen Zögling getrübt. Schadow hielt das Bild in der Ausführung zwar für „vollkommen“, jedoch zweifelte er an der Bedeutung des historischen Stoffes und fand die Darstellung zu tendenziös: „So ist es doch am Ende eine mit wunderbarer Kunst geschaffene Gesellschaft von feineren oder gelungeneren Spitzbuben mit einem Schwärmer.“

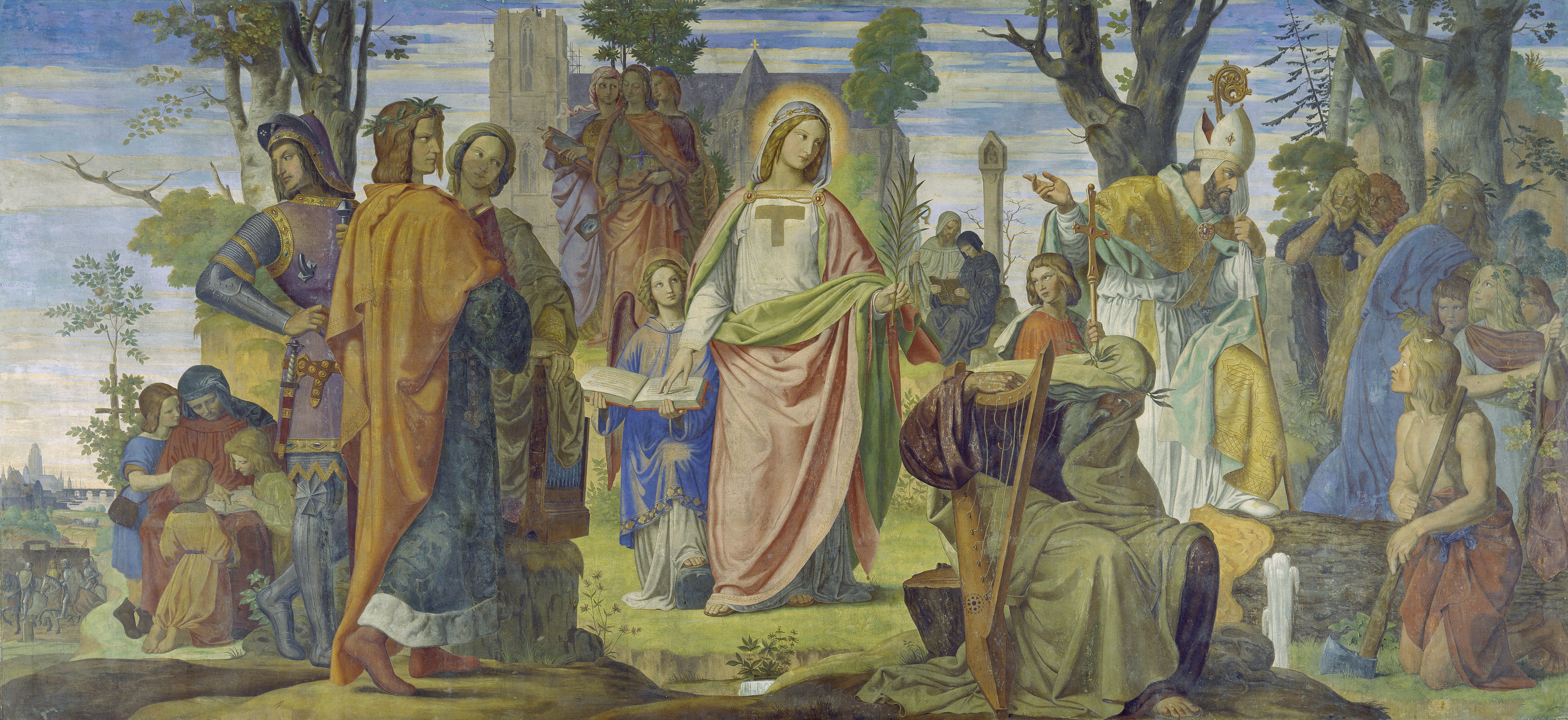
Philipp Veit: Die Einführung der Künste in Deutschland durch das Christentum, um 1835, Städelsches Kunstinstitut

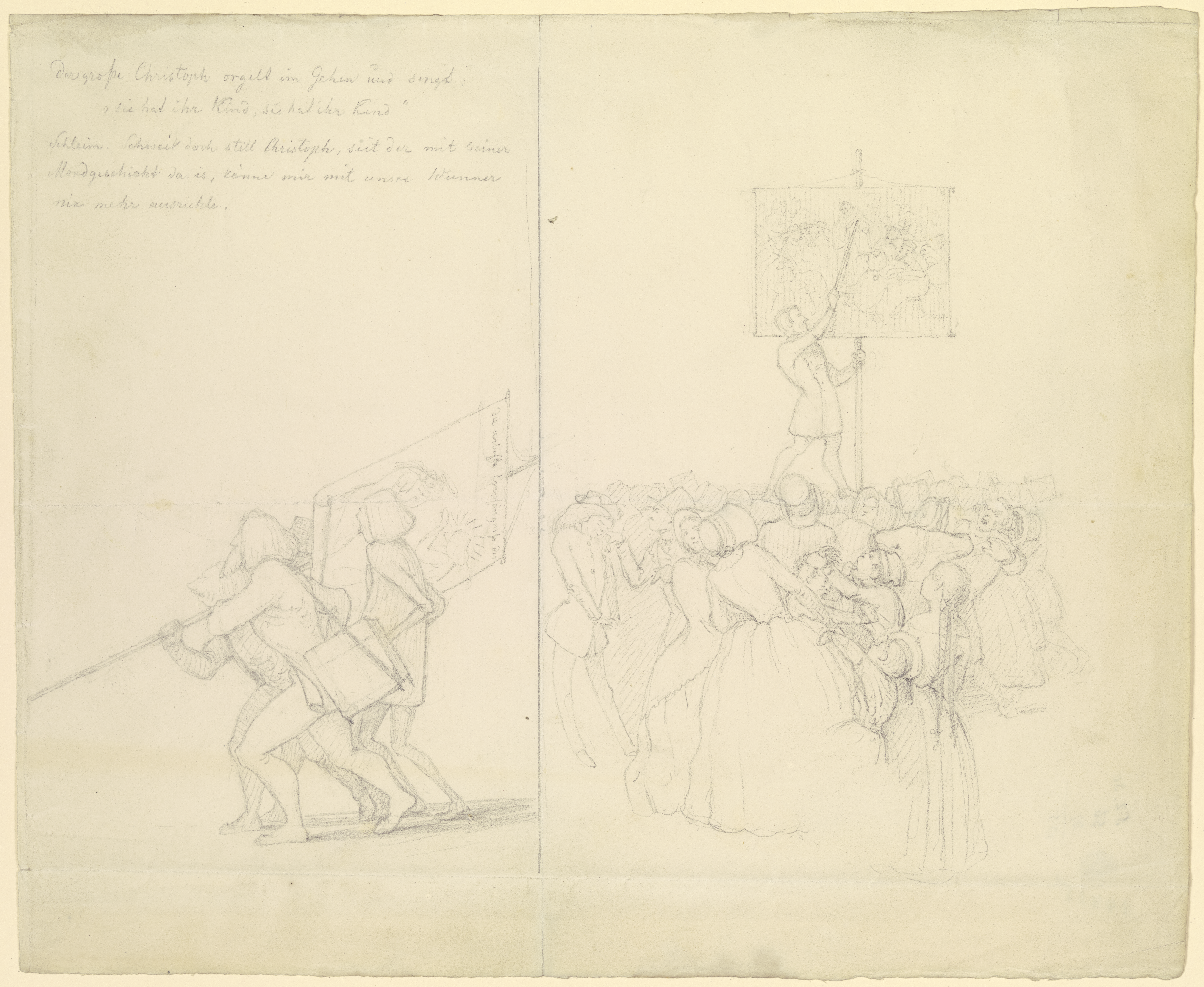
Adolph Schroedter: Karikatur aus Anlass des Ankaufs von Lessings „Hus vor dem Konzil in Konstanz“ durch das Städelsche Kunstinstitut

Philipp Veit, der Leiter des Lehrkörpers des Städelschen Kunstinstituts, war über den Ankauf des Gemäldes durch die Direktion seines Instituts empört. Aus künstlerischen und inhaltlichen Gründen empfand er das Bild als Provokation, zumal die Städelkommission unter Philipp Jakob Passavant es für richtig befunden hatte, das Werk gegenüber Veits Gemälde Die Einführung der Künste in Deutschland durch das Christentum zu hängen. Am 30. Januar 1843 nahm er den Kauf, der ohne sein Wissen erfolgt war, zum Anlass, von seinem Amt zurückzutreten, ausdrücklich allerdings bloß „aus Gesundheitsrücksichten und anderen Gründen“. Der Maler Adolph Schroedter, ein Freund Lessings und mit ihm durch seine Gattin Alwine verschwägert, spielte durch eine Karikatur darauf an, auch auf den sich mit Veits Abgang ergebenden Generations- und Paradigmenwechsel, der sich in der Frankfurter Szene ebenso vollzog wie in der zeitgenössischen Kunst Deutschlands. In jener Zeichnung stellte er dar, wie eine Gruppe von Männern, die durch ihre Haartracht als Vertreter der nazarenischen Malerei zu erkennen sind, mit ihrem Bild der Unbefleckten Empfängnis eine publikumswirksame Vorstellung von Lessings Gemäldes enttäuscht verlassen, wobei einer von ihnen in hessischer Mundart sagt: „… seit der [Lessing] mit seiner Mordgeschicht da is, könne mir mit unsre Wunner [Wunder] nix mehr ausrichte.“

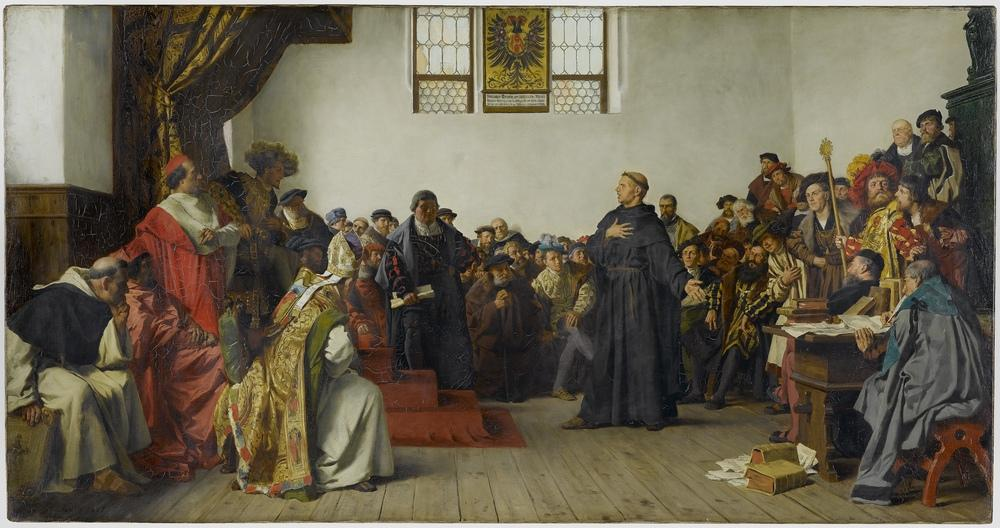
Anton von Werner: Luther auf dem Reichstag zu Worms, 1877

Durch seine Rezeption offenbarte das Bild gesellschafts- und religionspolitische Konfliktlinien des 19. Jahrhunderts. Es provozierte einen Streit zwischen alten katholischen und protestantischen Lagern in Deutschland. In heutiger Betrachtung wirken das Bild und seine Rezeption wie ein Vorbote des Kulturkampfes, des Borussianismus und des Nationalprotestantismus. Es polarisierte die Kunstöffentlichkeit nach konfessionellen sowie welt- und kunstanschaulichen Gegensätzen der Zeit und rief krasse Urteile hervor, die von überschwänglichem Lob – „Krone aller Gemälde“ und „epochemachendes Werk der deutschen Kunst“ (Jacob Burckhardt) – bis hin zu sarkastischem, vernichtendem Verdikt – „gute Empfehlung für Motten und Wanzen“ (Moritz von Schwind) – reichten. Aufgrund seiner Stellung im Œuvre Lessings und in den Diskursen seiner Zeit wird es als ein Hauptwerk der Historienmalerei der Düsseldorfer Schule angesehen.

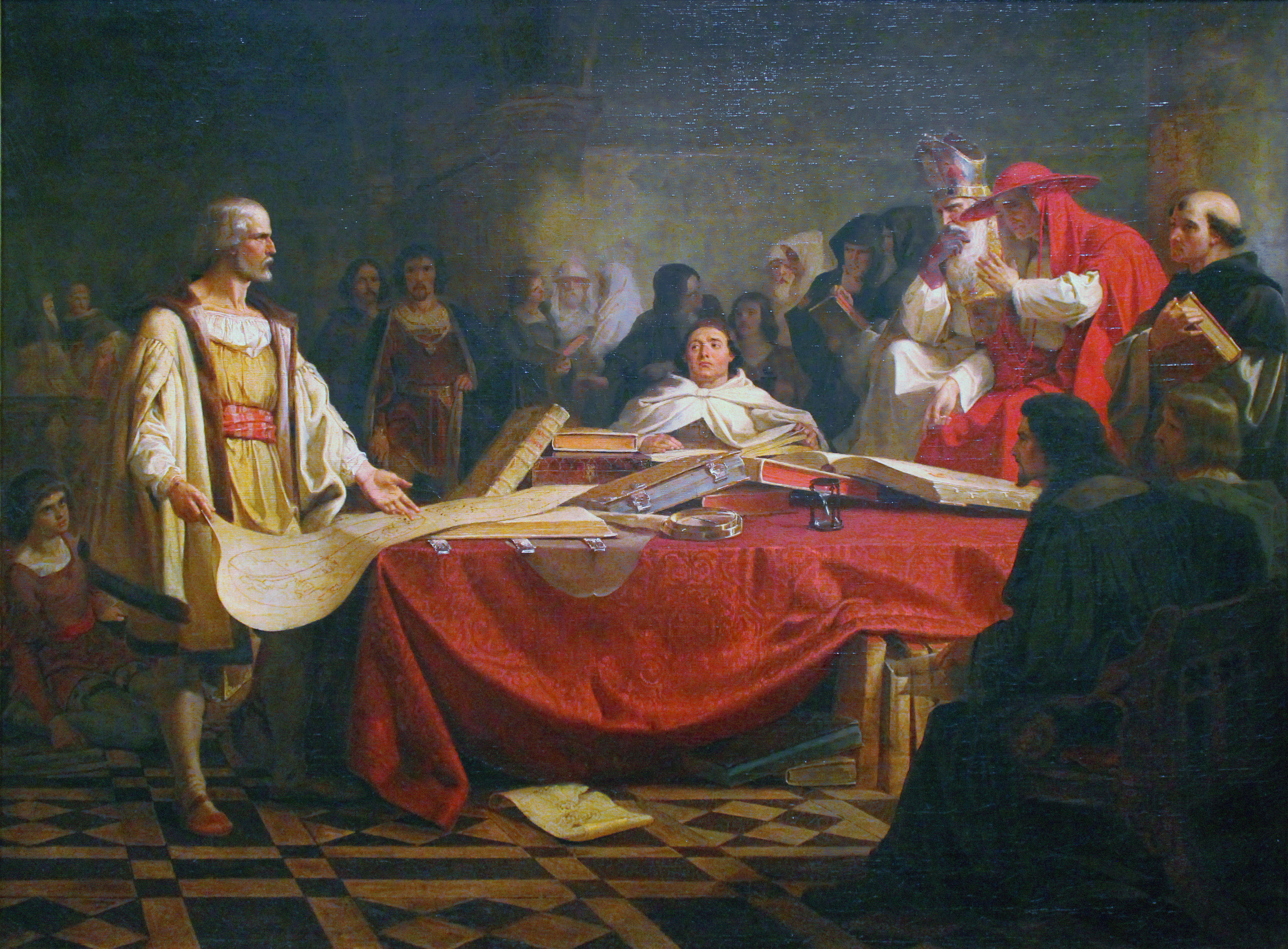
Emanuel Leutze: Kolumbus vor dem Rat in Salamanca, 1841

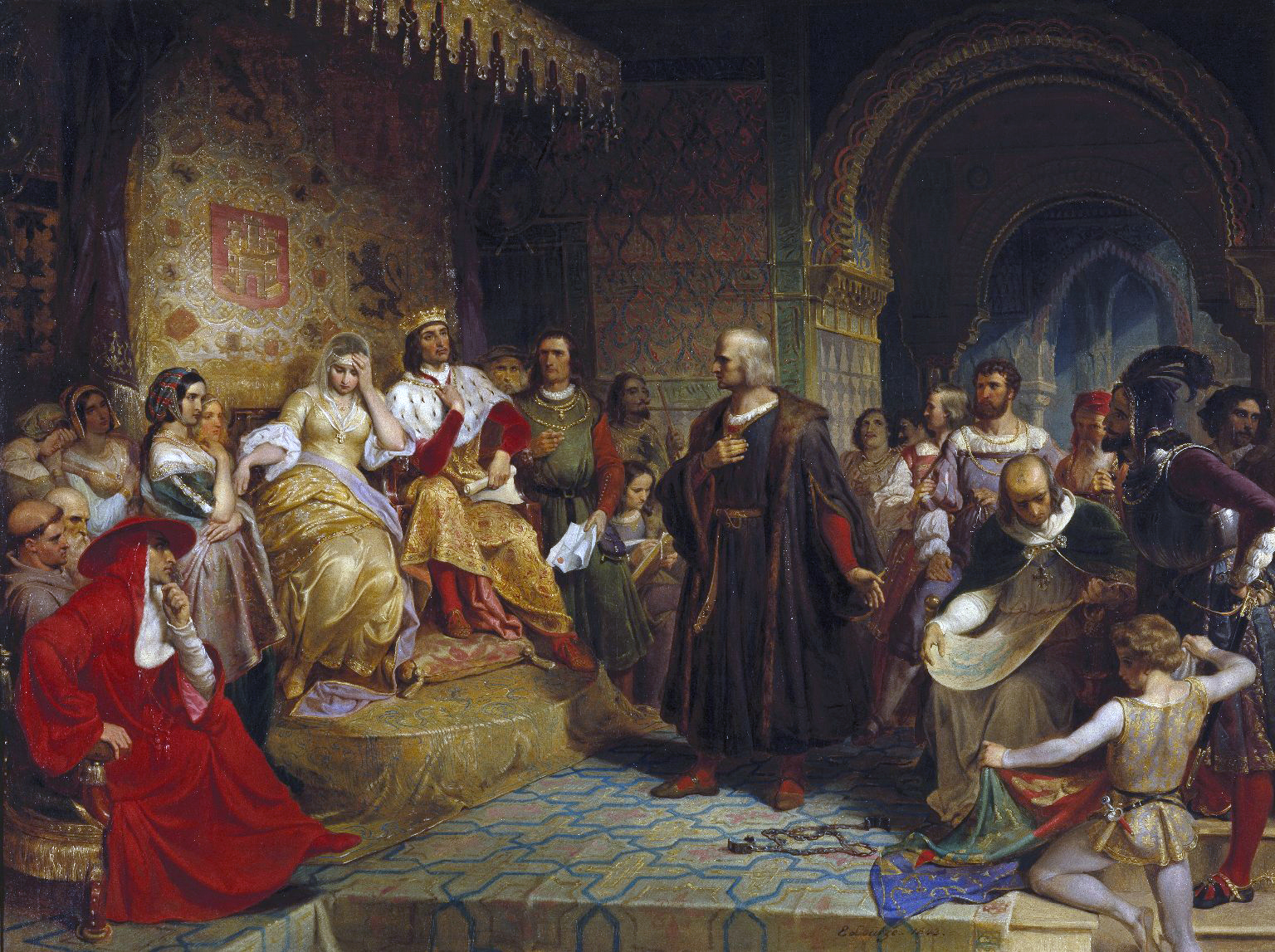
Emanuel Leutze: Columbus Before the Queen, 1843

Die darin zum Ausdruck kommende Kunstauffassung Lessings, die in der Darstellung der Geschichte vom Idealismus zum Realismus tendierte, jedoch noch von nationalromantischem und patriotischem Gefühl getragen war und in diesem Geist nationalgeschichtlich bedeutende Momente künstlerisch verdichten wollte, sowie Lessings Sujet und Figur des überzeugten protestantischen Glaubensstreiters fanden in Werken des Historienmalers Anton von Werner, der in den 1860er Jahren sein Schüler war, einen Nachklang, etwa in den Gemälden Luther vor Cajetan (1865) und Luther auf dem Reichstag zu Worms (1870, 1877). Noch vor Werner hatte der nach Düsseldorf gekommene Deutschamerikaner Emanuel Leutze in seinen Werken Kolumbus vor dem Rat in Salamanca (1841), The Return of Columbus in Chains to Cadiz (1842) und Columbus Before the Queen (1843) Lessings Einfluss auf sich wirken lassen und damit begonnen, dessen Kunstauffassung auf amerikanische Geschichtsthemen und Identitätsdiskurse anzuwenden.